# Pauwvlieg
De pauwvlieg (Callopistromyia annulipes) is een vliegensoort uit de familie van de prachtvliegen (Ulidiidae). De wetenschappelijke naam van de soort is voor het eerst geldig gepubliceerd in 1855 door Macquart.